# مینوکامو، گیفو
مینوکامو در استان گیفو در کشور ژاپن واقع شده‌است  که دارای جمعیت ۵۳٬۹۸۸ نفر و مساحت ۷۴٫۸۱ کیلومتر مربع با تراکم جمعیت ۷۲۲  نفر در کیلومترمربع است و در تاریخ ۱ آوریل ۱۹۵۴ به عنوان شهر شناخته شد.